# Chuyến bay 3272 của Comair
Chuyến bay 3272 của Comair (OH3272/COM3272) là một chuyến bay nội địa do Comair khai thác từ Cincinnati tới Detroit vào thứ 5, ngày 9 tháng 1 năm 1997. Trong khi tiếp cận hạ cánh, chiếc máy bay Embraer EMB 120 Brasilia đã rơi cách sân bay quốc tế Detroit 18 dặm (29 km) về phía Tây Nam, giết chết tất cả 26 hành khách và 3 thành viên phi hành đoàn.

## Máy bay
Embraer EMB 120 Brasilia (đăng ký N265CA), thực hiện chuyến bay đầu tiên vào tháng 12 năm 1991 và giao cho Comair vào ngày 6 tháng 2 năm 1992.

## Hành khách và phi hành đoàn
Có 26 hành khách trên chiếc máy bay Embraer 120. 3 thành viên phi hành đoàn (2 phi công và 1 tiếp viên). Cơ trưởng Dann Carlsen (42 tuổi), ông có 5.329 giờ bay, bao gồm 1.097 giờ trên Embraer 120. Cơ phó Kenneth Reece (29 tuổi), anh có 2.582 giờ bay, với 1.494 giờ trên Embraer 120.

## Tai nạn
Chuyến bay 3272 cất cánh từ sân bay quốc tế Cincinnati/Bắc Kentucky lúc 14:53. Chưa đầy một giờ sau, các phi công bắt đầu tiếp cận sân bay Detroit Metropolitan. Bộ điều khiển không lưu đã hướng dẫn các phi công hạ xuống độ cao 4.000 feet (1.220 m) và rẽ phải trên một tiêu đề 180 độ.
Khoảng 45 giây sau, các phi công được hướng dẫn rẽ trái vào tiêu đề 090 độ để chặn người định vị. Trong lượt, cơ trưởng Carlsen đã đưa ra tuyên bố: "Vâng, trông giống như chỉ báo tốc độ thấp của bạn!" và yêu cầu cơ phó Reece tăng lực cho động cơ. Gần như ngay lập tức máy bay đột ngột bị đình trệ. Nó lăn 145 độ sang trái, sang phải và quay lại bên trái một lần nữa. Các phi công mất kiểm soát, và chuyến bay 3272 đã rơi xuống một cánh đồng nông thôn ở thị trấn Raisinville ở hạt Monroe, giết chết tất cả 29 người trên máy bay.

## Hậu quả
Ủy ban An toàn Giao thông Quốc gia Hoa Kỳ (NTSB) xác định rằng nguyên nhân có thể xảy ra là tiêu chuẩn đủ để đóng băng trong khi đang bay, đặc biệt là thất bại của Cục Hàng không liên bang (FAA) thành lập tối thiểu đủ tốc độ máy bay cho điều kiện đóng băng, dẫn đến một sự mất kiểm soát khi tích lũy được một mỏng, bồi đắp thô trên bề mặt nâng của nó.
Một yếu tố góp phần là quyết định của phi công hoạt động trong điều kiện đóng băng trong khi gần đầu dưới của phong bì chuyến bay trong khi nắp được rút lại. Comair đã không thiết lập các giá trị tốc độ không khí tối thiểu rõ ràng cho các cấu hình nắp và cho chuyến bay trong điều kiện đóng băng. Họ cũng, chống lại khuyến nghị của nhà sản xuất máy bay, đã thất bại trong việc kích hoạt hệ thống phá băng trên cánh. Điều này là do khuyến nghị hướng dẫn sử dụng chuyến bay của Comair trái với các nhà sản xuất do lo ngại về "bắc cầu", mối lo ngại từ các máy bay cũ không còn hiệu lực trên các máy bay thế hệ mới hơn như Embraer 120.
Vì nơi xảy ra tai nạn máy bay thuộc sở hữu tư nhân, một đài tưởng niệm đã được xây dựng tại Công viên tưởng niệm Roselawn ở La Salle, Michigan. 20 năm sau, các cựu phi công của Comair đã đến thăm nơi chiếc máy bay gặp nạn.

## Kênh truyền hình
Vụ tai nạn được truyền cảm hứng trong tập 2, mùa 17 của Mayday (Air Crash Investigation) trên kênh National Geographic năm 2017. Tập phim có tiêu đề "Deadly Myth" (tạm dịch: Niềm tin vô căn cứ đầy tai hại).